# Mylothris polychroma
Mylothris polychroma is een vlindersoort uit de familie van de Pieridae (witjes), onderfamilie Pierinae.
Mylothris polychroma werd in 1981 beschreven door L. Berger.